# Rohr in Niederbayern
Pour les articles homonymes, voir Rohr.
Rohr in Niederbayern est une commune de Bavière (Allemagne), située dans l'arrondissement de Kelheim, dans le district de Basse-Bavière.

## Jumelages
- Castelcucco (Italie) depuis 2003